# 小平陽子
小平 陽子（こだいら ようこ）は、日本のグラフィックデザイナー。

## 経歴
長野県諏訪市に生まれる。長野県諏訪清陵高等学校卒、東京芸術大学美術学部デザイン科卒。
G.C.inc  デザイナーを経てフリー。オリジナルデザインのステーショナリーを、百貨店、東急ハンズ等で販売。
1998　絵本『ディアママフロムビッグママ － 母になったあなたへ』(文:ばんばりえ/出版：g.c.inc)挿絵。
2003～　アトリエ KODAIRA にて制作開始。テーマパーク・美術館などのグッズ企画。ロゴ・パッケージデザイン等制作。
2005～　下諏訪町社会福祉協議会グッズ、冊子、送迎バス等、イラスト・デザイン作成。
2013 岡谷美術考古館考古展示イラスト作成。2014～  岡谷蚕糸博物館宮坂製糸所グッズ、シルク化粧品等デザイン。2016 岡谷市民病院エントランス壁画立体デザイン。
2016～2023　郷土の文化を伝える紙芝居 (文:河西偕子/出版:スワんこプロジェクト)1.2.3.5.6.7.8.9 イラスト・レイアウト作成。2017～ オペラ背景画像制作。2018 諏訪ソノリティカード イラスト構造デザイン制作。
2019 絵本『諏訪の龍神さま』イラスト、レイアウト。（諏訪龍神プロジェクト）。

## 展覧会
- 2006　ハーモ美術館にてデジタルアート制作個展
- 2006 諏訪湖博物館・赤彦記念館にて作品展(声楽リサイタルとのコラボ)
- 2022 かんてんぱぱホールにて個展 ～諏訪の龍神さまデザイン&イラストレーション～『小平陽子展』。
- 2023 岡谷美術考古館にて特別企画展。『小平陽子展～絵本 諏訪の龍神さま と 縄文の癒し～』[2]